# ریچی ساگرادو
ریچی ساگرادو (انگلیسی: Richie Sagrado؛ زادهٔ ۳۰ ژانویهٔ ۲۰۰۴) بازیکن فوتبال اهل بلژیک است که در حال حاضر برای باشگاه فوتبال اود-هورلی لوون بازی می‌کند. 
از باشگاه‌هایی که در آن بازی کرده است می‌توان به اشاره کرد.
وی همچنین در تیم‌های ملی فوتبال زیر ۱۷ سال بلژیک و زیر ۱۹ سال بلژیک بازی کرده است.